# Paulo Setúbal
Paulo de Oliveira Leite Setúbal (Tatuí, 1 de janeiro de 1893 – São Paulo, 4 de maio de 1937) foi um advogado, escritor e jornalista brasileiro.

## Biografia
Filho de Antônio de Oliveira Leite Setúbal e Maria Tereza de Almeida Nobre, Paulo de Oliveira Leite Setúbal nasceu em Tatuí, em 1893.
Paulo Setúbal foi aluno de Chico Pereira em Tatuí, ao qual deve toda sua formação, pois era um aluno dedicado ao estudo e seu professor, Chico Pereira acreditou em sua capacidade e comunicou a sua mãe que o levasse para estudar na capital e ela assim o fez. Apesar de enfrentar dificuldades, levou o filho para estudar em São Paulo matriculando-o no colégio dos irmãos Maristas.
Formou-se, em 1914, bacharel em direito, em  São Paulo. Na época já havia publicado um poema na primeira página do jornal A Tarde. Em 1920 ocorreu a publicação de seu livro de poesias Alma Cabocla, cuja edição, de três mil exemplares, esgotou-se em um mês. Entre 1925 e 1935 publicou vários romances históricos, entre eles A Marquesa de Santos, O Príncipe de Nassau e A Bandeira de Fernão Dias. Em 1926 trabalhou como colaborador do jornal O Estado de S. Paulo. De 1928 a 1930 foi deputado estadual, mas renunciou ao mandato por ter agravada sua tuberculose.
Era casado com Francisca de Sousa Aranha (filha de Olavo Egídio de Sousa Aranha e de Vicentina de Queiroz Aranha), com quem teve três filhos: Maria Vicentina, Teresinha e Olavo Egídio Setúbal.
Publicou, nos anos seguintes, livros de contos, crônicas e memórias.  Poeta vinculado à estética  parnasiana, Paulo Setúbal tematizou em seus versos a vida dos camponeses, dos caboclos do interior de São Paulo. Pela escolha do tema, na época foi chamado de "poeta regional". 
Foi também famoso e respeitado autor de obras de temática histórica, dentre as quais se destacam o romance A Marquesa de Santos (1925) e o livro de crônicas O Ouro de Cuiabá (1933).
Seu ultimo livro foi Confiteor o qual dedicou ao seu professor que acreditou em seu potencial, Chico Pereira, até quando já estava muito doente de tuberculose e citou assim seu professor ''aqui falo do homem mais rico de minha terra, mais não de riquezas materiais mais de conhecimento, bondade e caridade, meu professor Chico Pereira...''.
Em Tatuí o Museu Municipal foi denominado Museu Histórico Paulo Setúbal. Em Tatuí a prefeitura realizada também o Prêmio Literário Paulo Setúbal.

## Academia Brasileira de Letras
Foi eleito em 6 de dezembro de 1934 para a Academia Brasileira de Letras, sucedendo a João Ribeiro na cadeira 31. Foi recebido em 27 de julho de 1935 pelo acadêmico José de Alcântara Machado.